# Четаєво
Чета́єво (рос. Четаево, марій. Чеботай) — присілок у складі Гірськомарійського району Марій Ел, Росія. Входить до складу Пайгусовського сільського поселення.

## Населення
Населення — 14 осіб (2010; 22 у 2002).
Національний склад (станом на 2002 рік):
- гірські марійці — 100 %